# Farnese
Farnese település Olaszországban, Viterbo megyében. Lakosainak száma 1390 fő (2023. január 1.). Farnese Ischia di Castro, Pitigliano és Valentano községekkel határos.

## Népesség
A település népességének változása:
| Lakosok száma | 1510 | 1483 | 1390 |
|               | 2017 | 2018 | 2023 |